# Корбач Іван Михайлович
Іван Михайлович Корбач (*25 жовтня 1926, Березна Менського району на Чернігівщині — 18 липня 2014 , Київ) — український журналіст і письменник, автор понад 30 романів і повістей, краєзнавець, відповідальний секретар Чернігівського земляцтва в Києві, двічі лауреат Чернігівської обласної премії ім. М. М. Коцюбинського і премії Українського фонду культури. Член Національної спілки журналістів України та Національної спілки письменників України.

## Біографія
Родовід. Батькова гілка бере початок з козацького роду Корбачів, які кілька поколінь були пов'язані з Березною та її околицями. Ще в 20-х роках XX століття неподалік Березни існував хутір Корбачівка. А коріння матері — з хутора В'яльківка, що під Стольним.
У неповні 18 років став учасником бойових дій, воював сержантом-автоматником на Другому Білоруському фронті. Понад 30 років служив в армії — від Курильських островів і Чукотки до групи радянських військ у Польщі і Німецькій Демократичній Республіці. Учасник Карибської кризи на Кубі. Полковник у відставці.
Понад 20 років працював у військовій пресі кореспондентом, редактором газети.
Був кореспондентом республіканського видання «Правда України».
Нагороджений трьома бойовими орденами та 35 медалями, Грамотою Президії Верховної Ради СРСР, одержав подяку президента України.

## Освіта
Закінчив факультет журналістики Київського державного університету імені Т. Г. Шевченка та Львівське загальновійськове училище.

## Творчість
У творчому доробку Івана Михайловича понад 30 романів і повістей (зокрема, історичних), оповідань та історичних досліджень.
За історичну повість «Шляхами століть» — про літописне місто Березна — удостоєний звання лауреата премії Українського фонду культури у галузі літератури.
За історичний роман «Сотники» про історію Менщини часів Гетьманщини отримав премію імені Михайла Коцюбинського. У центрі роману — родини менського сотника Івана Сахновського та Генерального писаря Малоросійської колегії Андрія Безбородька. У середині XVIII ст. козацький сотник виступив проти, кажучи по-сучасному, мафії козацької старшини. Відчувається деякий перегук із сьогоденням.
Романи та повісті: «Всегда в полете» (1959), «Здрастуй, Острів Надії» (1964), «Відповідаю за небо» (1975), «Максимова гора» (1982), «Весы Меркурия» (1989), «Выручайте, зайца» (1989), «Впереди грома» (1990), «Соль на погонах» (1990), «Шляхами століть» (1992), «Сотники» (1995), «Останній похід короля» (1994), «Горячие осколки. Были о войне» (2000), «Їхала цариця нашим краєм» (2005), збірки оповідань і нарисів «Що за люди березенці» (1996), «Так ми служимо» (1975), «Минуле і сучасне літописної Березни» (2008). Здійснив запис 5 книг військових мемуарів (документальних повістей ветеранів війни).